# چگونه یک خط لوله را منفجر کنیم (فیلم)
چگونه یک خط لوله را منفجر کنیم (انگلیسی: How to Blow Up a Pipeline) فیلم آمریکایی اکشن حامی محیط زیست، محصول سال ۲۰۲۲ است که کارگردانی ان را دنیل گولدهابر بر عهده داشت. بازیگران اصلی فیلم اریلا بارر، کریستین فروست، لوکاس گیج، فارست گودلاک، ساشا لین، جیمی لاسون، مارکوس اسکریبنر، جیک ویری و آیرین بدارد هستند.